# Sector 6 (Bucarest)
El sector 6 (Sectorul 6 en romanès) és una unitat administrativa de Bucarest.

## Barris

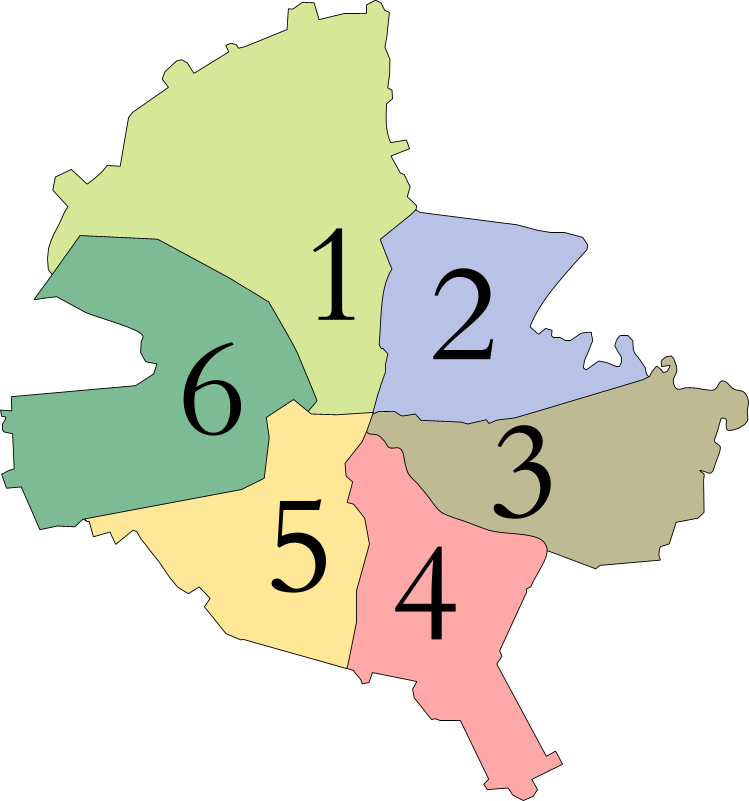
Els sis sectors de Bucarest

- Crângași
- Drumul Taberei
- Ghencea
- Giulești
- Militari
- Regie

## Política
Ciprian Ciucu, liberal nacional, és actualment l’alcalde del sector, havent estat elegit per un mandat de quatre anys el 2020. El Consell Local del Sector 6 té 27 escons.